# Corchorus
Corchorus és un gènere de plantes amb flor de la família de les malvàcies que inclou entre 40 i 100 espècies. Cal destacar: La planta més coneguda d'aquest gènere és el jute, del que hi ha dues espècies principals Corchorus capsularis i Corchorus olitorius. Les dues s'utilitzen per la seva fibra tèxtil que rep el nom de jute. Corchorus olitorius també és molt apreciada a l'Orient Pròxim com a hortalissa.

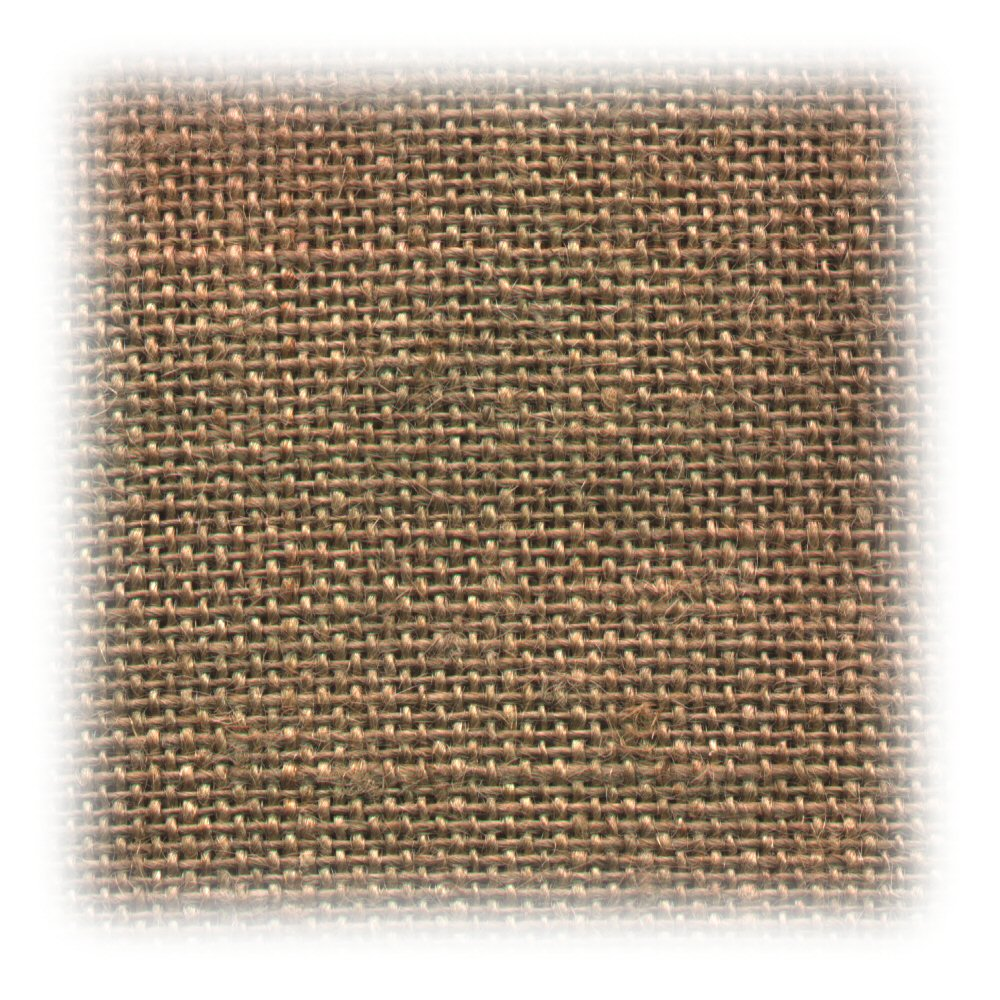
Teixit de jute

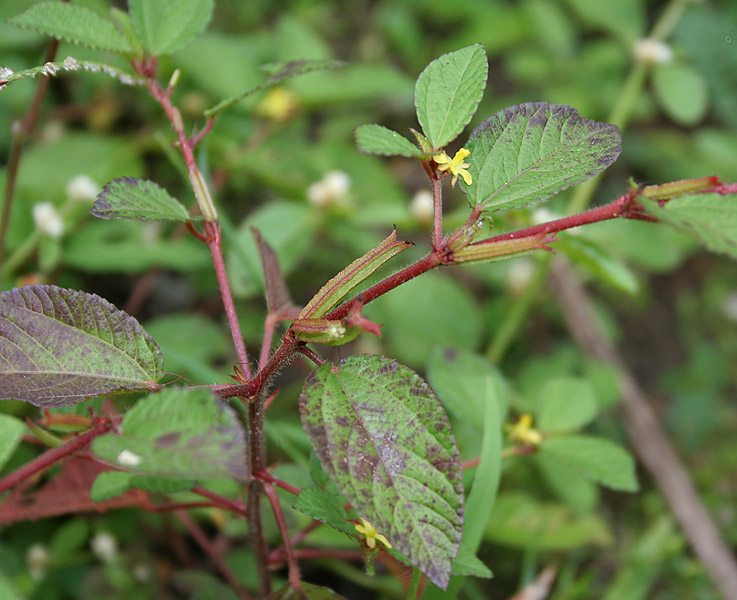
Corchorus aestuans